# Pyrococcus abyssi
A Pyrococcus abyssi a Thermococcaceae családba tartozó hipertermofil Archaea faj. Az archeák – ősbaktériumok – egysejtű, sejtmag nélküli prokarióta szervezetek. Egy mélytengeri hidrotermális kürtőnél izolálták az Észak-Fidzsi-medencében 2000 méteres mélységben. Anaerob, kén metabolizáló szervezet. Gram-negatív, gömb alakú és nagyon mozgékony. Optimális növekedési hőmérséklete 96 °C. Típustörzse GE5 (CNCM I-1302).